# Anarquismo primitivista

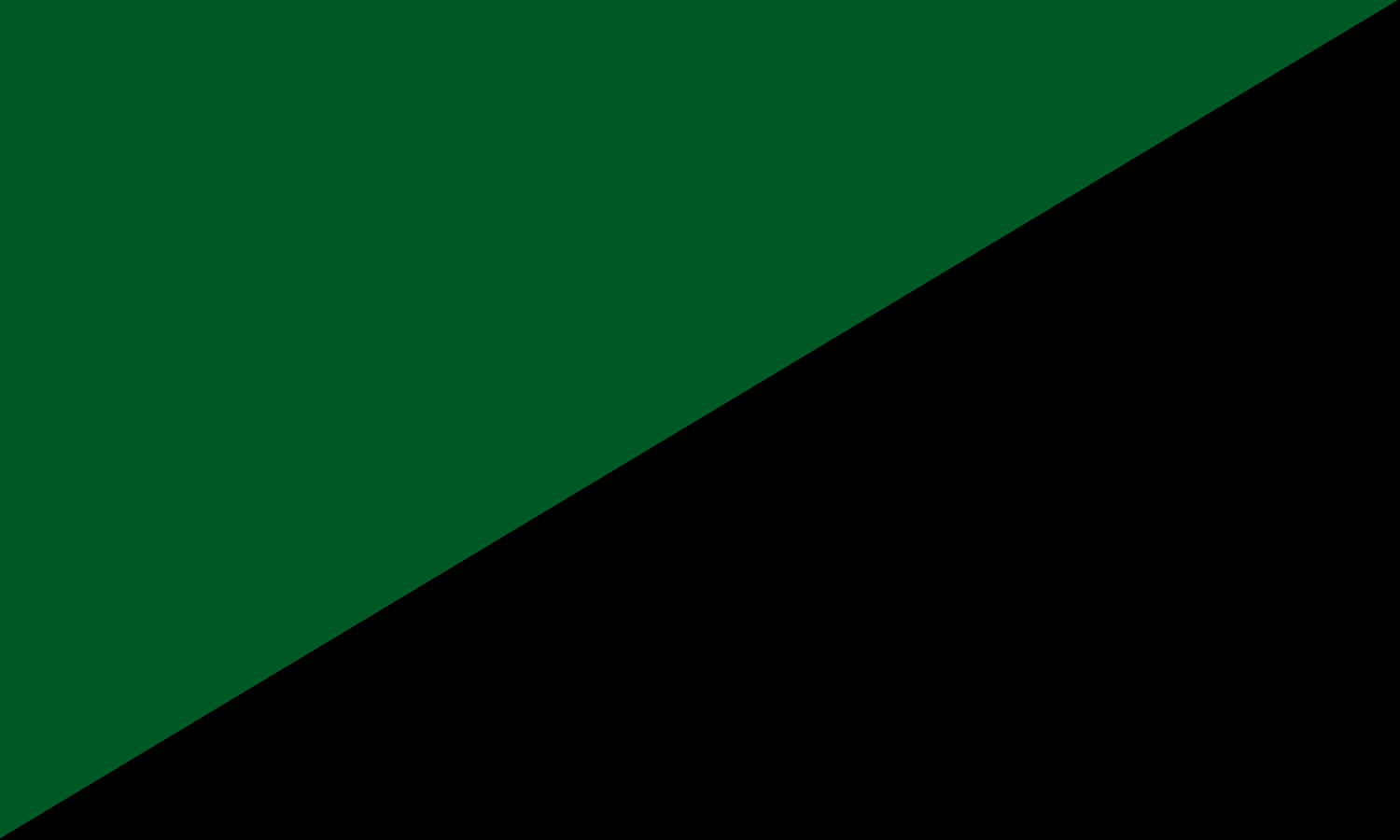
Bandera representativa del anarcoprimitivismo.

El anarco-primitivismo es una ideología política que aboga por el retorno a formas de vida no industriales mediante la desindustrialización, la abolición de la división del trabajo o la especialización y el abandono de las tecnologías de organización a gran escala. Los anarco-primitivistas critican los orígenes y el progreso de la Revolución Industrial y la sociedad industrial. Según el anarco-primitivismo, el paso de la caza-recolección a la subsistencia agrícola durante la revolución neolítica dio lugar a la coerción, la alienación social y la estratificación social.
Muchos anarquistas clásicos rechazan la crítica de la civilización, mientras que algunos como Wolfi Landstreicher apoyan la crítica sin considerarse anarco-primitivistas. Los anarco-primitivistas se distinguen por centrarse en la praxis de alcanzar un estado feral a través de la restauración natural.
Para Carlos Taibo, a pesar de las simplificaciones y distorsiones con que pueda haberse tratado el anarcoprimitivismo, este «plantea una discusión necesaria en lo que atañe a las sociedades complejas, la tecnología o las ciudades».

## Historia

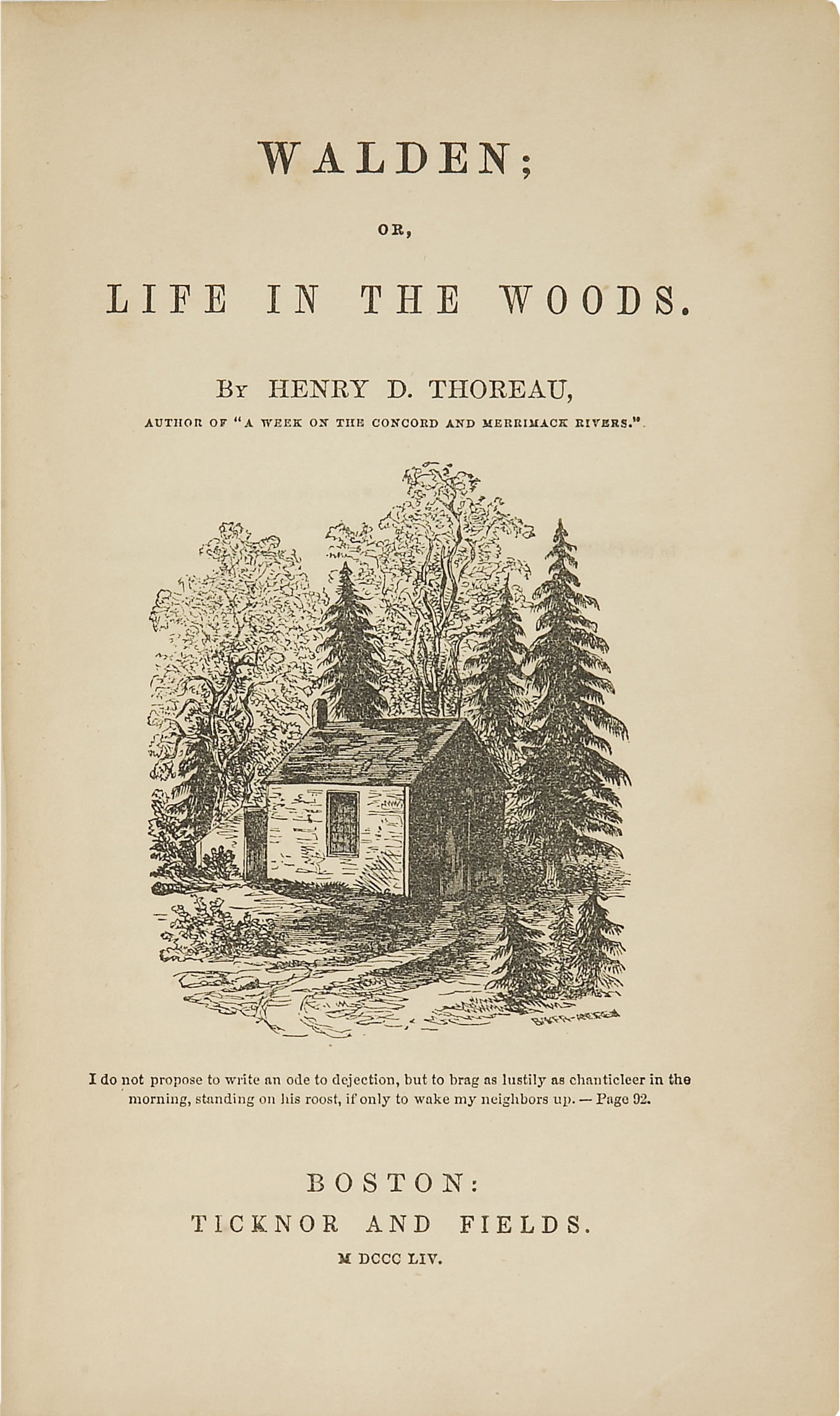
Walden por Henry David Thoreau, un influyente trabajo eco anarquista

En Estados Unidos el anarquismo comenzó a desarrollar una perspectiva ecológica en los escritos de Henry David Thoreau. En su libro Walden aboga por una vida sencilla y autosuficiente en entornos naturales en resistencia al avance de la civilización industrial.«Muchos han visto a Thoreau como uno de los precursores del ecologismo y del anarcoprimitivismo representado en la actualidad por John Zerzan. Para George Woodcok esta postura puede ser también motivada por la idea de resistencia y rechazo del creciente consumismo, el cual es la naturaleza de la sociedad estadounidense en la mitad de siglo XIX». John Zerzan incluyó el texto Excursion (1863) de Thoreau en su compilación de escritos anti-civilización llamado Contra la civilización: lecturas y Reflexiones de 1999.
A finales del siglo XIX el naturismo anarquista apareció como la unión de las filosofías anarquistas y naturistas. Fue importante sobre todo en los círculos anarquistas individualistas de España, Francia y Portugal. Influencias importantes en él fueron Henry David Thoreau, León Tolstoi y Elisee Reclus. El anarco-naturismo defendía el vegetarianismo, el amor libre, el nudismo y una visión ecológica del mundo dentro y fuera de los grupos anarquistas.
El naturismo anarquista promovía una visión ecológica del mundo, las pequeñas ecoaldeas y, sobre todo, el nudismo como forma de evitar la artificialidad de la sociedad industrial de masas de la modernidad. Los anarquistas individualistas naturistas veían al individuo en sus aspectos biológicos, físicos y psicológicos y evitaban e intentaban eliminar las determinaciones sociales. Sus ideas fueron importantes en los círculos anarquistas individualistas de Francia, pero también en España, donde Federico Urales (pseudónimo de Joan Montseny), promueve las ideas de Gravelle y Zisly en La Revista Blanca (1898-1905).
Green Anarchy (Anarquía Verde) fue una revista publicada tres veces al año desde Eugene, Oregón, en Estados Unidos, por un grupo del mismo nombre. Existió entre 2000 a 2009. La revista se enfocaba en el anarquismo primitivista, la anarquía postizquierda, las tendencias dentro del ecologismo radical, los pueblos indígenas, la liberación animal, el anticapitalismo y el apoyo a los que ellos consideraban prisioneros políticos ecologistas. Tuvo una circulación de 8.000 ejemplares, gran parte en prisiones donde según la revista la suscripción era gratuita.
Green Anarchy fue establecida por uno de los fundadores de Green Anarchist, una publicación similar aunque más rudimentaria del Reino Unido. El subtítulo de la revista era La Prensa Anti-Civilización de Teoría y Acción. John Zerzan fue uno de los editores. En 2002, la revista presentó al Unabomber Theodore Kaczynski como un prisionero de guerra y publicó su texto llamado Golpear donde duele.

## Teoría
Los primitivistas sostienen que antes de la llegada de la agricultura, los humanos vivían en tribus nómadas que eran social, política y económicamente igualitarias. Sin tener ninguna jerarquía, estas tribus eran a veces vistas como una personificación precursora del anarquismo.
John Moore dice que el anarcoprimitivismo busca:

Descubrir, desafiar y abolir todas las formas de poder que estructuran al individuo, a las relaciones sociales y a las interacciones con el mundo natural.

Los primitivistas mantienen que como resultado de la agricultura, las sociedades se han convertido progresivamente más dependientes de los procesos tecnológicos y a la estructura de poder que surgió de la división del trabajo y la jerarquía. Los primitivistas no están de acuerdo sobre el grado en el cual la horticultura debería estar presente en una sociedad anárquica, algunos mantienen que la permacultura debería tener un papel pero otros abogan por una subsistencia estrictamente cazadora-recolectora
A pesar de su rechazo hacia el cientifismo, el primitivismo se ha basado en la cultura antropológica y la arqueología. En la última mitad de siglo, sociedades que antes se veían como bárbaras han sido vueltas a examinar por académicos, algunos de los cuales mantienen que los primeros humanos vivían en relativa paz y prosperidad. Por ejemplo Frank Hole, un especialista en agricultura "temprana" y Kent Flannery, un especialista en la civilización mesoamericana, se han fijado en que "ningún grupo de la tierra tiene más tiempo libre que los cazadores y los recolectores, quienes lo utilizan principalmente en juegos, conversación y relajación" (Kirkpatrick Sale, Dwellers in the Land: The Bioregional Vision).
Eruditos como Karl Polanyi y Marshall Sahlins describen la sociedad primitiva como economía del regalo con «bienes valorados por su utilidad o su belleza más que por su coste; comodidades cambiadas más en base de las necesidades que del precio; trabajo llevado a cabo sin la idea de un salario a cambio o un beneficio individual, es más, sin la noción de "trabajar"». Esta afirmación ha sido duramente criticada ya que el precio no es más que una metáfora de su utilidad.
Otros eruditos y pensadores como Paul Shepard, influenciados por el antropólogo Claude Lévi-Strauss, han escrito sobre el "principio de evolución" que establece que las especies fuera de su hábitat natural y sus comportamientos se convertirán en patológicas. Shepard ha escrito extensamente sobre las maneras en que la interrupción de la "ontogenia" natural humana la cual se ha desarrollado a través de miles de años de evolución basándose en la recogida ha sido interrumpida por un modo de vida sedentario causado por la agricultura.
El propio Marshall Sahlins afirma que las sociedades primitivas, las prehistóricas y las que hoy resisten (como los aborígenes australianos, los bosquimanos, etc.), vivían en una opulencia relativa puesto que poseían todo lo que podían necesitar. Para entender esta afirmación es necesario darse cuenta de que la sociedad occidental actual ha institucionalizado sus deseos materialistas pero que ese no es el estado natural del ser humano. La pobreza en que, según nuestros parámetros, viven este tipo de sociedades no es tal, puesto que la escasez de pertenencias es lo que les permite su modo de vida nómada.
En el mismo tratado, Marshall Sahlins explica que las sociedades primitivas estudiadas gozan de mucho tiempo libre, empleando una media de tres horas al día en sus tareas de subsistencia, como la caza o la recolección, y que el resto de su tiempo se dedica a dormir o a actividades de ocio.

### Civilización
Los primitivistas ven la civilización como la lógica, las instituciones, y el aparato físico de domesticación, control y dominación. Se concentran básicamente en la cuestión de los orígenes. La civilización es vista como el problema subyacente o raíz de la opresión, y se cree que tiene que ser desmantelada o destruida.
Los primitivistas describen el surgimiento de la civilización como el cambio durante los últimos 10 000 años desde una existencia profundamente conectada a la red de la vida, hacia una separada y en control del resto de la vida. Sostienen que antes de la civilización generalmente existía un amplio tiempo de ocio, una autonomía de género e igualdad social, un enfoque no destructivo hacia el medio natural, la ausencia de violencia organizada, no había mediaciones o instituciones formales, y una salud y robustez. Los primitivistas establecen que la civilización inauguró la guerra, la subyugación de las mujeres, el crecimiento de la población, el trabajo abusivo, conceptos de propiedad, afianzó las jerarquías, y virtualmente cada enfermedad conocida. Reivindican que la civilización depende de un forzado renunciamiento a la libertad instintiva y que es imposible reformar tal renunciamiento.

### Crítica hacia la cultura simbólica
Los primitivistas rechazan el cambio hacia una cultura simbólica ya que lo ven como altamente problemático, en el sentido de que nos separa de una interacción directa. Normalmente la respuesta a este planteamiento es, "Entonces, ¿sólo quieres gruñir?". Éste sería el deseo de algunos, pero la crítica más frecuente es un enfoque hacia los problemas inherentes a la comunicación y la comprensión que yacen principalmente en el pensamiento simbólico en el gasto (e incluso exclusión) de otros significados sensuales e ilimitados.

### La domesticación de la vida
La domesticación, de acuerdo con los primitivistas, es el proceso que la civilización utiliza para adoctrinar y controlar la vida de acuerdo con su lógica. Los mecanismos de domesticación incluyen: domar, criar, modificar genéticamente, educar, enjaular, intimidar, coaccionar, extorsionar, prometer, gobernar, esclavizar, aterrorizar, asesinar, etc. La lista sigue hasta incluir casi todas las interacciones sociales civilizadas. Los primitivistas dicen que su causa y efecto son examinados y sentidos por toda la sociedad, impuestos a través de varias instituciones, rituales y costumbres.
Los primitivistas también describen esto como el proceso mediante el cual las tribus nómadas se convirtieron en sedentarias, pasando a existencias fijas mediante la agricultura y la ganadería. Reivindican que este tipo de domesticación exige una relación totalitaria con la tierra, las plantas y los animales que son domesticados. Dicen que mientras que en un estado silvestre, toda vida comparte recursos y compite por ellos, la domesticación destruye este balance. El paisaje domesticado (Por ejemplo,. campos de pastoreo, campos sembrados y en un grado menor la horticultura y la jardinería) exige el fin de la repartición de los recursos que en otros tiempos existió; mientras que antes "esto era de todos" actualmente es "mío". Los primitivistas sostienen que esta noción de propiedad cimentó la fundación de la jerarquía social, erigiéndose así la propiedad y el poder.
Para los primitivistas la domesticación no solamente cambia la ecología de un orden libre a uno totalitario, sino que también esclaviza a las especies que son domesticadas.

### Los orígenes de la dinámica y el patriarcado
Los primitivistas mantienen que hacia el inicio del cambio hacia la civilización, uno de los primeros productos es el patriarcado: la formalización de la dominación del varón y el desarrollo de instituciones que lo promueven. Los primitivistas sostienen que creando distinciones falsas de género y divisiones entre hombres y mujeres, la civilización, nuevamente, crea a "otro" que puede ser deshumanizado, controlado, dominado y utilizado.[cita requerida] Ven esto igual que la domesticación de las plantas para la agricultura y la de los animales para la ganadería, en la dinámica general, y también en la específica, como el control de la reproducción. Mantienen que como en otros ámbitos de la estratificación social, las funciones le son asignadas a la mujer para establecer un orden rígido y predecible, que beneficia a la jerarquía. Afirman que las mujeres han pasado a ser vistas como una propiedad, igual que los cultivos en los campos o las ovejas en el pastizal. Los primitivistas sostienen que la posesión y absoluto control, tanto de tierra, plantas, animales, esclavos, niños o mujeres es parte de la dinámica establecida por la civilización.
El patriarcado, para un primitivista, exige la subyugación de lo femenino y la usurpación de la naturaleza, moviéndonos hacia una aniquilación total.[cita requerida] Van más allá de la delimitación del poder, control y dominación sobre lo salvaje, la libertad para que unos maten a otros y la vida. Dicen que la condición patriarcal dicta todas nuestras interacciones: con nosotros mismos, nuestra sexualidad, nuestras relaciones con los otros y nuestra relación con la naturaleza. Reivindican que limita severamente el espectro de posibles experiencias.

### División del trabajo y especialización
Los primitivistas tienden a ver la división del trabajo y la especialización como problemas fundamentales e irreconciliables, decisivos para las relaciones sociales dentro de la sociedad misma. Ven esta desconexión de la habilidad de cuidarnos a nosotros mismos y proveernos de nuestros propias necesidades como una técnica de separación y desapoderación, perpetuada por la civilización. La especialización es vista como causante de inevitables injusticias de influencia y socava las relaciones igualitarias.

### Rechazo de la ciencia
Los primitivistas rechazan la ciencia moderna y mecánica como un método de entender el mundo. La ciencia, de la manera que normalmente se comporta, no es considerada neutral. La ven cargada de motivos y suposiciones que han salido de y refuerzan la civilización.
La ciencia moderna es interpretada como un intento de ver el mundo como una colección de objetos separados que han de ser observados y comprendidos. Para cumplir esta tarea los científicos deben distanciarse emocional y físicamente, para tener una conexión de información única hacia la cosa observada.
Los primitivistas mantienen que ésta es una manera mecánica de ver la vida y es el equivalente a la religión dominante de nuestro tiempo. Como la ciencia solo tiene en cuenta lo cuantitativo, los primitivistas sugieren que no admite valores o emociones. Mientras que la ciencia reivindica que solamente las cosas que son reproducibles, predecibles e iguales para todos los observadores son reales e importantes, los primitivistas dicen que la realidad por sí misma no es reproducible, predecible o igual para todos los observadores.
La ciencia es vista por los primitivistas como una consideración solo parcial de la realidad, una crítica que se le hace desde varios sectores: la de ser eminentemente reduccionista. La observabilidad, la deshumanización, la predictibilidad, controlabilidad y uniformidad son las metas de la ciencia. Esto, dicen los primitivistas, lleva al mundo a pensar que todo debería ser cuantificado, controlado y en uniformidad con todo lo demás. Los primitivistas ven también a la ciencia como promotora de la idea de que las experiencias, personas e ideas anómalas deberían ser desechadas o destruidas como componentes imperfectos de una máquina.

### El problema de la tecnología
Los primitivistas rechazan la tecnología moderna por completo. La ven como un sistema complejo que implica la división del trabajo, la extracción de recursos y explotación para el beneficio de aquellos que implementan su proceso. Mantienen que la interacción con la tecnología es siempre la alienación y mediación, y argumentan que el interactuar con y el resultado de la tecnología es siempre una alienada, mediada y distorsionada versión de la realidad. La tecnología, como la ciencia, es vista como no neutral.
Una herramienta simple es considerada una utilización temporal de un elemento dentro de nuestro entorno inmediato para una tarea específica. Las herramientas no son incluidas en sistemas complejos que alienan al usuario del acto. Los primitivistas reivindican que en la tecnología está implícita la separación, creando un medio insalubre que nos lleva a varias formas de autoridad. La dominación crece cada vez que una nueva tecnología es creada, los primitivistas observan cómo es siempre necesaria la construcción de nueva tecnología para soportar, alimentar, mantener y reparar la tecnología original. Los primitivistas establecen que esto nos lleva muy rápidamente al establecimiento de un sistema tecnológico complejo que parece tener una existencia independiente de los humanos por los que ha sido creado. Piensan que este sistema destruye, elimina y subordina el mundo natural, construyendo un mundo en el que solo tienen cabida las máquinas.

### Producción e industrialismo
De acuerdo con los primitivistas, uno de los elementos claves de la estructura tecno-capitalista es el industrialismo, el sistema mecanizado de producción construido sobre un poder centralizado y la explotación de personas y de la naturaleza. El industrialismo no puede existir, dicen, sin genocidio, actos deliberados de destrucción del medio natural y colonialismo.